# Waterrad
Een waterrad maakt het mogelijk arbeid te verrichten die zwaartekracht- en bewegingsenergie benut. Op deze manier kunnen machines zoals breekmolens of generatoren aangedreven worden. Een molen die wordt aangedreven door een waterrad heet een watermolen.
In geïndustrialiseerde gebieden dienen de meeste waterraderen vandaag de dag desondanks niet meer voor energiewinning, maar eerder voor nostalgische doeleinden. Daar waar nog een waterrecht voorhanden is en een toereikende, gelijkmatige waterkracht aanwezig is, wordt de energie door middel van turbines geëxploiteerd. Daardoor is in geïndustrialiseerde gebieden de economische betekenis van waterraderen vandaag de dag nog slechts gering. De meeste waterraderen staan daarom tegenwoordig in de talrijke musea, enkele drijven kleine generatoren aan en dienen de stroomvoorziening.
Het leeuwendeel van de waterraderen staat tegenwoordig in ontwikkelingslanden in Afrika en Azië, waar ze ook nu nog een onmisbaar hulpmiddel zijn. Vooral landbouw is zonder waterraderen ook vandaag de dag nog ondenkbaar.

## Geschiedenis
De uitvinding van het waterrad was een mijlpaal in de technische ontwikkeling van de mensheid, aangezien door het benutten van waterkracht tegenover spierkracht zeer veel meer mechanische energie beschikbaar gemaakt kon worden.
Zo dienden waterraderen bijvoorbeeld voor bewatering in de landbouw, als schoepenrad voor het ophijsen van water. Zulke schoepenraderen zijn vele eeuwen lang in verscheidene culturen in gebruik geweest, zoals in Egypte, Syrië, India en China. Men gaat ervan uit dat waterschoepraderen rond 1200 v.Chr. in Mesopotamië in gebruik genomen werden.
Bij waterschoepraderen zijn wateremmers direct op het waterrad met zijn schoepbladen aangebracht, die door de stroming aangedreven worden. Hierbij is dan ook geen krachtoverbrenging via de as noodzakelijk. Op het hoogste punt van het rad leegt de wateremmer zich in een opvangbekken, waar het een bewateringskanaal inloopt. In de Middeleeuwen deed deze technologie ook in Midden-Europa haar intrede, zij het niet echt in Nederland omdat de Nederlanders over een krachtiger middel voor energiewinning beschikten, de windmolen. Ze hebben in Europa tot enkele decennia terug stand gehouden, waarna ze veelal door moderne bewateringsinstallaties vervangen zijn. In Möherdorf in Duitsland zijn nog negen historische waterschoepraderen in bedrijf die reeds voor het begin van de 15e eeuw in gebruik waren.
Reeds in de Romeinse tijd werden waterraderen ook voor het aandrijven van breekmolens ingezet. De Romeinse bouwmeester en ingenieur Vitruvius beschrijft in zijn "De architectura" uit de 1e eeuw v.Chr. zowel het principe van het waterschoeprad alsook dat van de breekmolen op uitvoerige wijze. Sinds de 12e eeuw waren watermolens in Midden-Europa wijdverbreid. Later nam het gebruik van oliemolens, volmolens, zaagmolens, hamersmidsen en slijpmolens toe. Ten tijde van het begin van de industrialisering diende het waterrad voor het aandrijven van machines in de eerste versnellingen. Ook in de mijnbouw werden ze voor materiaaltransport en bewatering van de mijngroeven ingezet, bijvoorbeeld in de Oberharzer Wasserregal.
Een toereikende watervoorziening was een belangrijk punt bij de keuze vestigingsplaatsen van de toentertijd ontstaande fabrieken in tegenstelling tot andere criteria in de tegenwoordige tijd. Een wezenlijk punt waren ook de noodzakelijke waterrechten om een waterrad te kunnen gebruiken. Zo vindt men vandaag de dag nog eigendomsrechten van oude industriegebieden in het stroomgebied van rivieren dan wel grote beken, die door de huidige eigenaar niet meer gebruikt worden.
Tegen het einde van de 19e eeuw maakten de opkomende waterturbines het mogelijk veel grotere watermassa’s en vervallen te exploiteren. Door de invoering van elektriciteit was het niet noodzakelijk meer de energie mechanisch over te dragen, maar kon deze in elektrische stroom omgezet worden. Er ontstonden waterkrachtcentrales, die op basis van hun schaalgrootte goedkoper konden produceren en de kleinere krachtcentrales met waterrad geleidelijk verdrongen. Pogingen de in vergelijking kleine waterraderen door turbines te vervangen mislukten veelal, aangezien beide aandrijvingen volledig verschillende eigenschappen hebben.

## Bouwvormen van waterraderen
Waterraderen kunnen naar de soort watertoeloop geclassificeerd worden. Naar het verval, het verschil tussen toe- en afloop (boven- en onderwaterspiegel) worden verscheidene waterraderen ingezet.

### Bovenslaand waterrad
Bij bovenslaande waterraderen stroomt het water door een goot, de zogenaamde stortgoot bij de radkruin boven op de cellen van het rad. Men spreekt daarbij over een cellenrad. Het rad wordt door de zwaartekracht van het erop vallende water in beweging gezet, daarbij gebruik makende van de zwaartekrachtenergie van het water.
In tegenstelling tot waterturbines heeft een bovenslaand waterrad geen krooshek nodig om drijfgoed uit te filteren en het rendement is maar beperkt afhankelijk van schommelingen in het waterdebiet. Het inzetgebied ligt bij vervallen van 2,5 tot 10 m (typisch 4 tot 5 m) en debieten van 0,7 m3/s. Het water wordt bij een kleine stuw zo'n 100 m stroomopwaarts van het waterrad afgetakt en in een kanaal, vaak als molenbeek aangeduid, naar het rad geleid. De stuw regelt het debiet van de molenbeek en wordt gesloten om het rad tot stilstand te brengen. Het laatste deel van het kanaal voor het rad - de stortgoot - bestaat meestal uit houten planken. Onder optimale omstandigheden (in het bijzonder schoepen van plaatstaal) worden rendementen van boven de 80% gerealiseerd.
Een bijzondere bouwvorm is het keerrad. Dit wordt louter bovenslaand gebruikt en bestaat uit twee waterraderen, die aan elkaar gebouwd zijn en in beide richtingen kunnen draaien. Afhankelijk van de richting waarin het water stroomt kan het rad vervolgens in de ene of de andere richting draaien. Dit principe wordt hoofdzakelijk in de mijnbouw toegepast.

### Middenslaand en terugslaand waterrad
Middenslaande waterraderen worden ongeveer op ashoogte beslagen ("door water getroffen") en benutten gedeeltelijk ook de bewegingsenergie van het water. Ze kunnen zowel als cellenrad alsook als schoepenrad uitgevoerd worden. Middenslaande cellenraderen worden ook wel terugslaand genoemd; ze worden net zoals bovenslaande raderen gebouwd, maar draaien in de tegenovergestelde richting. De overgang naar onderslaande raderen is vloeiend, ook Zuppingerraderen (zie onderslaand waterrad) kunnen op bijna ashoogte beslagen worden. Het rendement bedraagt ongeveer 50%.

### Onderslaand waterrad
Bij onderslaande waterraderen stroomt het water onder het rad door een groef heen. De groef is een leiding die aan het rad aangepast is. Ze verhindert dat water onder en zijdelings langs de schoepen stroomt, zonder deze aan te drijven.
De krachtoverbrenging gebeurt over schoepen, men spreekt daarom over schoepenraden. In hun eenvoudigste vorm bestaan de schoepen uit een houten plank, betere rendementen worden echter met speciaal gebogen plaatijzeren schoepen behaald. Het rad wordt voor een belangrijk deel door de kinetische energie van het eronder stromende water aangedreven, maar ook bij onderslaande raderen is het verval en daarmee de zwaartekrachtenergie bepalend is voor de werkprestatie.
Het inzetgebied ligt bij vervallen van 0,25 tot 2 m en waterdebieten van boven de 0,3 m3/s. Onder optimale omstandigheden, in het bijzonder als de naad tussen groef en rad klein is, worden rendementen van meer dan 70% gehaald. Wegens het geringe verval staat het waterrad normaal gesproken direct bij een stuw.
Uit de 19e eeuw stamt het Zuppingerrad, dat door evolvente-vormige schoepen een hoger rendement bereikt.

### Diepslaand waterrad

Waterrad van Segner

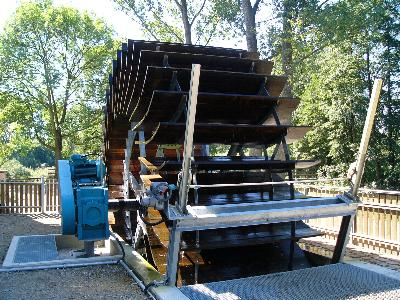
Zuppinger-onderslagwaterrad

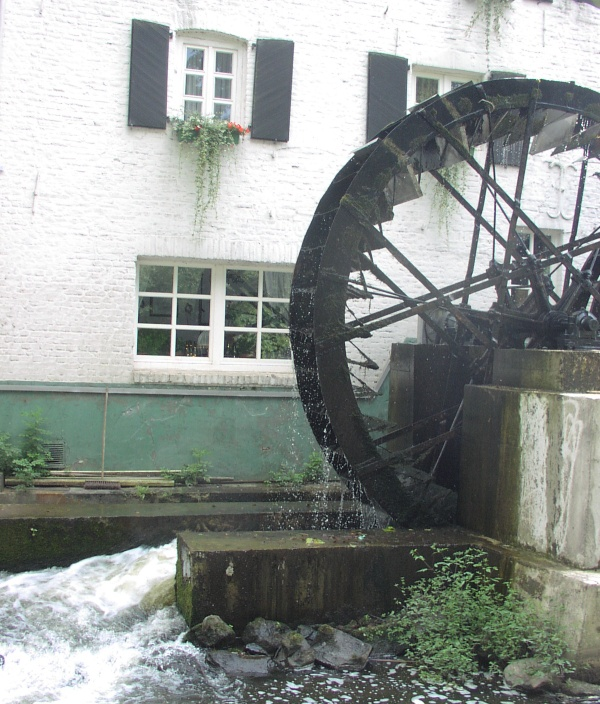
Waterrad van de Mühlrather Mühle bij het Harikmeer in Schwalmtal

Bij het diepslaande waterrad komt geen verval kijken. Anders dan bij onderslaande waterraderen is er hier geen groef. Het rad wordt alleen door de stromingsweerstand van de schoepbladen aangedreven.

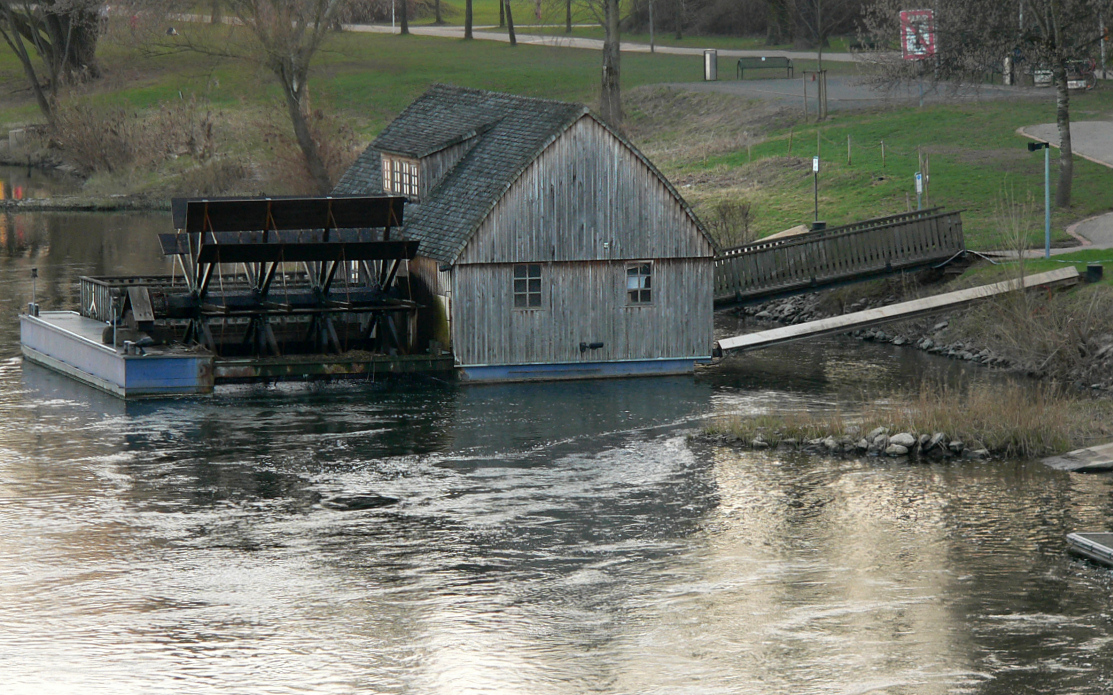
Schipmolen te Minden

Dit principe wordt voornamelijk bij waterschoepraderen toegepast. Vanzelfsprekend worden deze overwegend op plaatsen met een gering verval gebruikt, omdat het water voor de bewatering anders immers zonder waterrad van een hoger liggende plaats afgeleid kan worden. De raderen hebben een bijzondere verbreiding in grote waterstromen zoals de Eufraat, Tigris, Nijl en Indus gevonden. Hoe kleiner de schoepemmers en hoe minder schoepemmers op het rad aangebracht zijn, des te groter is het hoogteverschil dat overbrugd kan worden. Op deze wijze kunnen met de voldoende grote raderendiameters hoogteverschillen van enkele meters overbrugd worden. Als de voorhanden zijnde stroming niet toereikend is voor de gewenste schoepprestatie dan kunnen ter versterking van de stroming kleine stuwen ("vleugels") in de rivierloop aangebracht worden die het rad het water in een passende hoek toevoeren. Bij de alleen in de zomer gebruikte historische waterschoepraderen aan de rechtaan langzaam stromende Regnitz bij Möhrendorf worden deze stuwen - alsook de raderen zelf - traditioneel aan het begin van ieder zomerseizoen opnieuw opgebouwd.
Bij schipmolens vindt dit bouwprincipe eveneens toepassing. Hierbij ligt het schip vastgemeerd in de rivier; het waterrad drijft de molen op het schip aan. Het omgekeerde principe diende voor de uitvinding van de raderstoomboten.

Diepslaand
Onderslag
Sagebien
Poncelet
Zuppinger
Middenslag
Bovenslag
Terugslaand
Horizontaal

### Bijzondere vormen
- Het Turaswaterrad is een eenzijdig gelagerd waterrad, waarbij assen, lagers, versnelling en asynchrone generatoren een gesloten eenheid vormen.
- Het horizontale waterrad is een voorloper van de Peltonturbine. Het water stroomt uit een goot of straalbuis op de schoepen van een klein (diameter +/- 1 m) houten rad met loodrecht gelaagde as. Er wordt alleen bewegingsenergie overgedragen. Molens met een horizontaal waterrad worden staafmolens genoemd, het rad drijft hier meestal zonder raderwerk een molensteen aan.
- Het waterrad van Segner is een voorloper van de waterturbine. De waterdruk zorgt ervoor dat het water door de sproeiers gaat spuiten, hierdoor gaat het waterrad draaien, qua principe gelijk aan een bepaalde vorm van een gazonsproeier.
- Het Sagebien schoepenrad in 1855 uitgevonden door Sagebien: waarbij de volledige toevoer worden opgevangen tussen de schoepen van een groot, traag draaiend rad met een hoog koppel en met een hoog rendement.
- Het Zuppingerwaterrad was een verder ontwikkeling van de schoepenraderen van Sagebien en Poncelet met evolventenvormige gekromde schoepen. Het benut niet alleen de hydrostatische, maar ook de dynamische druk van het water. Technisch is het tussenvorm tussen waterrad en turbine. Het kan zowel als een onderslagrad als een middenslagrad uitgevoerd worden.

### Producenten
Er bestaan vandaag de dag slechts een klein aantal producenten van waterraderen. Hieronder een lijst met bedrijven die gespecialiseerd zijn in hedendaagse constructie, plaatsing, berekening en simulatie, kosten en rendement.
- Bega Wasserkraft - fabrikant van waterraderen
- Drews wasserrad - fabrikant van modulaire waterraderen
- Hydrowatt - fabrikant van waterraderen en turbines voor elektriciteitsproductie
- H3E-Industries - fabrikant van visvriendelijke waterraderen
- Martin Impler - fabrikant van houten van waterraderen
- Mühlenbau Neuhofer - fabrikant van waterraderen
- Burger Wasserkraftanlagen - fabrikant van waterraderen en turbines voor elektriciteitsproductie